# 石井のおとうさんありがとう
『石井のおとうさんありがとう』（いしいのおとうさんありがとう）は2004年8月21日公開の日本映画。製作・配給は現代ぷろだくしょん。

## 概要
明治期に日本初の孤児院を創設し、後に「児童福祉の父」「岡山四聖人の一人」と称えられた石井十次（宮崎県児湯郡高鍋町出身）の生涯を描いた作品。
「現代ぷろだくしょん」製作であるため、大手映画配給網への配給が成されておらず、1日単位で借りることのできる演芸場やコンベンションホールないしはミニシアターを利用した「地域巡回上映」で公開されている作品である。巡回上映は現在も行われているため、そのスケジュールを公式サイトなどで確認することができる。

## 受賞
- 平成17年度 こども未来財団 児童福祉文化賞
- 平成17年度 厚生労働省 児童福祉文化賞
- 第14回日本映画批評家大賞 主演男優賞（主演・松平健）[1]

## あらすじ
日本から遠く離れたブラジルの日本人街。日系ブラジル人のヨーコは日本人ブラジル移民であった祖父から「石井のおとうさんありがとう」と書き添えられた一枚の写真を手渡される。
写真に記された「石井のおとうさん」とは誰なのか。自身のルーツに興味を持ったヨーコは「石井のおとうさん」の物語と足跡を追うために祖父の育った宮崎へと飛ぶ。

## 出演者
- 石井十次：松平健
- 石井品子：永作博美
- 大原孫三郎：辰巳琢郎
- 炭谷小梅：竹下景子
- 吉田辰子：星奈優里
- 園長：大和田伸也
- 渡辺亀吉：ケーシー高峰
- 菅之芳：石濱朗
- 武用五郎辺衛：堀内正美
- 林源十郎：小倉一郎
- 児島虎次郎：南原健朗
- 石井万吉：草薙幸二郎

- 金森通倫：牟田悌三
- 老婆：丹阿弥谷津子
- 石井乃婦子：磯村みどり
- 青木：中谷彰宏
- 新島襄：真砂皓太
- 前原つね：和泉ちぬ
- 豊熊巡査：山崎之也
- 西山洋子：今城静香
- 石井友子：須貝真己子
- ウノ：相生千恵子
- イワ：高松博美
- 川上：高村尚枝

- 山室軍平：草薙仁
- 森友治：本間健太郎
- 井上巡査：瀬野和紀
- 松本先生：市原康
- 八郎：山田太郎、黒岩司（青年期）
- 長谷川昇次郎：山本道
- 前原定一：山辺悠太、真子伸幸（青年期）
- 池本杢次：篠原健太
- 岡本儀助：林泰之、樋口倫也（青年期）
- 宮本ヨネ：吉田佳菜
- 宮本キノ：秋吉海音
- 隣の女房：山本昌代

## スタッフ
- ゼネラルプロデューサー：山田火砂子
- 原作：横田賢一『岡山孤児院物語』（山陽新聞社刊）
- 監督：山田火砂子
- 脚本：青木邦夫、松井稔、山田火砂子
- プロデューサー：井上真紀子
- 撮影監督：長田勇市
- 美術監修：木村威夫
- 美術監督：丸山裕司
- 音楽：石川鷹彦
- 録音：沼田和夫
- 仕上録音：福島音響
- 編集：浦岡敬一
- 助監督：石田和彦
- 衣裳：ケイプランニング
- 美粧：小堺なな
- 題字・版画：野村たかあき